# Pseudipocragyes albosignatus
Pseudipocragyes albosignatus är en skalbaggsart som beskrevs av Stefan von Breuning 1974. Pseudipocragyes albosignatus ingår i släktet Pseudipocragyes och familjen långhorningar. Inga underarter finns listade i Catalogue of Life.